# Consiglio Automobilistico Mondiale della FIA
Il Consiglio Automobilistico Mondiale della FIA è l'organo della Federazione Internazionale dell'Automobile, che stabilisce i regolamenti delle sue categorie, dai kart alla Formula 1.

## Consiglio
È composto dal Presidente, da 7 vice-presidenti, 14 membri nominati e 4 membri di diritto; ad eccezione del presidente e dei 4 membri di diritto, ogni componente deve rappresentare un'Autorità nazionale sportiva.

## Lista dei membri
aggiornata al 17 dicembre 2021 
| Ruolo                                | Nazione rappresentata                                                            | Membro                                         |
| ------------------------------------ | -------------------------------------------------------------------------------- | ---------------------------------------------- |
| Presidente                           | Emirati Arabi Uniti                                                              | Mohammed Bin Sulayem                           |
| Vicepresidente - Presidente delegato | Regno Unito                                                                      | Robert Reid                                    |
| Vice-Presidenti                      | Bahrein                                                                          | Sheikh Abdulla Bin Isa Al Khalifa              |
| Vice-Presidenti                      | Spagna                                                                           | Manuel Avino                                   |
| Vice-Presidenti                      | Costa Rica                                                                       | Daniel Coen                                    |
| Vice-Presidenti                      | Brasile                                                                          | Fabiana Ecclestone                             |
| Vice-Presidenti                      | Singapore                                                                        | Lung-Nien Lee                                  |
| Vice-Presidenti                      | Svezia                                                                           | Anna Nordkvist                                 |
| Vice-Presidenti                      | Mozambico                                                                        | Rodrigo Rocha                                  |
| Membri titolari                      | Arabia Saudita                                                                   | HRH Prince Khalid Bin Sultan Al Faisal Al Saud |
| Membri titolari                      | Monaco                                                                           | Eric Barrabino                                 |
| Membri titolari                      | Nuova Zelanda                                                                    | Wayne Christie                                 |
| Membri titolari                      | Australia                                                                        | Garry Connelly                                 |
| Membri titolari                      | Russia                                                                           | Victor Kiryanov                                |
| Membri titolari                      | Danimarca                                                                        | Tom Kristensen                                 |
| Membri titolari                      | Barbados                                                                         | Andrew Mallalieu                               |
| Membri titolari                      | Kenya                                                                            | Amina Mohamed                                  |
| Membri titolari                      | Slovenia                                                                         | Rado Raspet                                    |
| Membri titolari                      | Regno Unito                                                                      | David Richards                                 |
| Membri titolari                      | Stati Uniti                                                                      | George Silbermann                              |
| Membri titolari                      | Rep. Ceca                                                                        | Jan Stovicek                                   |
| Membri titolari                      | Turchia                                                                          | Serkan Yazici                                  |
| Membri titolari                      | Cina                                                                             | Tao Zhang                                      |
| Membro di diritto                    | Commissione FIA per le Donne nel Motorsport                                      | Deborah Mayer                                  |
| Membro di diritto                    | FOM                                                                              | Stefano Domenicali                             |
| Membro di diritto                    | Presidente della Commissione dei Costruttori FIA o Delegato della Commissione F1 | Oliver Schmerold o Frédéric Vasseur            |
| Membro di diritto                    | Presidente della Commissione dei Piloti                                          | Ronan Morgan                                   |
| Membro di diritto                    | Presidente CIK                                                                   | Akbar Ebrahim                                  |